# Вероніка Крістіансен
Вероніка Крістіансен (норв. Veronica Kristiansen, нар. 10 липня 1990) — норвезька гандболістка. Олімпійська чемпіонка. Чемпіонка світу і Європи.

## Виступи на Олімпіадах
| Олімпіада           | Дисципліна | Місце |
| ------------------- | ---------- | ----- |
| Ріо-де-Жанейро 2016 | гандбол    | 3     |